# Детские годы Багрова-внука
«Детские годы Багрова-внука, служащие продолжением „Семейной хроники“» — вторая часть автобиографической трилогии Сергея Тимофеевича Аксакова, в которой рассказывается о его детстве на Южном Урале с 1794 по 1801 годы.
«Дедушкины рассказы», как называлась книга в рукописи, написаны позже двух других частей трилогии, в 1854—1856 гг. Отдельной книгой вышли в 1858 году, с посвящением внучке Оленьке (1848—1921). За год до публикации книги отдельные главы печатались в «Русской беседе».
В жанровом отношении эта книга имеет многие характеристики воспитательного романа. К ней прилагается сказка «Оленькин цветочек», рассказанная главному герою во время болезни ключницей Пелагеей.

## Сюжет
Повествование о своём детстве ведёт Сергей Багров. В начале книги это болезненный, впечатлительный мальчик, который воспитывается вместе с младшей сестрой в родительском доме в Уфе. Мать выхаживает его, перевозя с места на место и согревая своим дыханием, по приёмам, почерпнутым из «Домашнего лечебника». Когда здоровье ребёнка окрепло, пошатнулось здоровье матери — лекари подозревали чахотку. На время её лечения детей отправили к бабушке и дедушке в имение Багрово, где старосветские помещики приняли их весьма настороженно.
До поры до времени единственным развлечением Серёжи было чтение «Арабских сказок» и других книжек для детей, которые дарил ему богатый сосед Аничков. Когда мать выздоровела, отец Серёжи в видах кумысолечения приобрёл у башкир земли под Уфой, на которых поселил названную в его честь деревню Сергеевка. Незабываемое лето было проведено в этих местах за ужением рыбы. Вместе со своим верным «дядькой» Евсеичем мальчик стал с горячностью осваивать и другие развлечения на свежем воздухе — охоту на перепелов с сетками и дудками, охоту на русака тенётами, ловлю бабочек.
«И этот день принес мне новые, неизвестные прежде понятия и заставил меня перечувствовать неиспытанные мною чувства», — то и дело замечает рассказчик. Постепенно ему открывается, что реальных людей не всегда можно разделить на добрых и злых, как это принято в тех книжках, что ему давали читать. Он впервые встречается с несправедливостями этого мира. Глубоко ранят его издевательства со стороны братьев матери; телесные наказания, которые он наблюдает в народном училище; жестокое обращение старосты Мироныча с крестьянами; то, как родная бабушка бьет плеткой дворовую девочку за плохо очищенный козий пух. Вместе с тем он научается высоко ставить своё дворянское происхождение и гордиться своими предками.
Кончина дедушки означает для Серёжи знакомство со смертью. Унаследовав дедовское имение, Багров-отец оставил службу в городе и, несмотря на возражения жены, перебрался с семьёй в сельский дом матери. В перспективе супруги Багровы ожидали получения ещё более крупного наследства от двоюродной сестры дедушки, бездетной вдовы Прасковьи Ивановны Куролесовой, которая жила за 400 вёрст от их деревни, за Волгой, в богатом селе Чурасово. Прасковья Ивановна, личность властная и самобытная, привязавшись к Серёжиной матери, стала настаивать на том, чтобы родственники проводили большую часть времени в её симбирской усадьбе, где мальчику было скучновато. Повесть заканчивается тем, что мать везёт Серёжу в Казань, где он (уже в следующей книге трилогии) поступит учиться в гимназию.

## Документальная основа
Бытописательные произведения Аксакова представляют, по его собственному признанию, мемуары, или «воспроизведение в искусстве действительной истории моего детства». Они лишены элемента вымысла, «строго документированы, привязаны к реальной исторической обстановке, описывают реально существовавших лиц».
Действие «Детских лет» распределено между городом Уфой, где расположен дом матери автора, и сетью имений его родственников по отцовской линии: Багрово, Парашино, Сергеевка, Старое Багрово, Чурасово.
Поскольку родственники Аксакова возражали против публичной огласки теневых сторон семейной жизни, ещё при работе над первой автобиографической книгой «Семейная хроника» автор изменил некоторые имена и фамилии (Аксаковы стали Багровыми, Куроедовы — Куролесовыми и т. п.), а также названия имений (Аксаково — на Багрово, Надеждино — на Парашино). В «Детских годах» он продолжил использование этого приёма, сочинив вступление, призванное дистанцировать автора от фигуры рассказчика.

## Оценки и значение
Дореволюционные читатели высоко ценили «Детские годы Багрова-внука». И. С. Тургенев считал, что это «вещь положительно эпическая». Лев Толстой, слушавший авторское чтение отрывков из нового произведения зимой 1857 года, счёл их «прелестными». Вся книга показалась ему «лучше лучших мест» «Семейной хроники»:
Равномерно сладкая поэзия природы разлита по всему, вследствие чего может казаться иногда скучным, но зато необыкновенно успокоительно и поразительно ясностью, верностью и пропорциональностью отражения.
Здесь слабее отзвуки сентиментализма, преодолено и былое подражение слогу Гоголя. Д. Мирский видел в этом произведении «шедевр повествовательного реализма», где воспроизводится повседневный ход провинциальной жизни, не перебиваемый необычайными происшествиями:
Самая характерная, самая аксаковская из аксаковских книг. Именно тут больше всего проявились его прустовские черты. Это история мирного, бессобытийного детства, удивляющего только необыкновенной чувствительностью ребенка. Ближе, чем кто-либо из русских писателей, даже ближе, чем Толстой в «Войне и мире», он подошёл к постепенному, непрерывному изображению жизни, столь отличному от её драматического, событийного изображения, обычного у прежних романистов.